# Gabriel Luidl
Gabriel Luidl (* 24. März 1688 in Mering; † 19. November 1748 in München) war Hofbildhauer am Hof des bayerischen Kurfürsten Max Emanuel.

## Herkunft und Ausbildung
Gabriel Luidl entstammte der bekannten Bildhauerfamilie Luidl und ist einer deren bedeutendsten Vertreter. Er war der jüngere Sohn des Cousins von Lorenz Luidl, Georg (II) Luidl.
Seine Lehrzeit verbrachte Gabriel Luidl in den Jahren 1703 bis 1707 in Landsberg am Lech bei Lorenz Luidl. Danach absolvierte er eine langjährige Wanderschaft. Sie führte ihn auch ins Ausland und ermöglichte ihm die Ausprägung eines eigenständigen Stils.

## Hofbildhauer in der kurfürstlichen Haupt- und Residenzstadt München
Gabriel Luidl gelang es zum 1. April 1720 als Hofbildhauer des bayerischen Kurfürsten Max Emanuel in dessen Residenzstadt München angestellt zu werden. Mit der Bewilligung eines Jahresgehalts von 400 Gulden befand sich der 32-Jährige bereits zu Beginn im oberen Mittelfeld der Besoldung von Hofkünstlern Max Emanuels. Zu berücksichtigen ist ferner, dass die gelieferten Arbeiten fast immer noch zusätzlich vergütet wurden.
Mit seiner Stellung als Hofbildhauer betrat Gabriel Luidl das Niveau anderer namhafter bayerischer Hofbildhauer während der Regierungszeit Kurfürst Max Emanuels, wie Andreas Faistenberger, Giuseppe Volpini und Guillielmus de Grof.
Gabriel Luidl war Lehrer des nachmals bedeutenden Rokokobildhauers Johann Baptist Straub, der von 1722 bis 1726 in Luidls Werkstatt mitarbeitete. Dessen Vater Johann Georg Straub d. Ä. hatte ihn nach der Lehre „zur weiteren Ausbildung […] zum befreundeten Bildhauer Gabriel Luidl nach München“ geschickt.
Kurfürst Max Emanuel hinterließ Schulden in Höhe von 26 Millionen Gulden. Aufgrund des drohenden Staatsbankrotts unterwarf sich dessen Sohn Kurfürst Karl Albrecht massiven Sparzwängen. Dies betraf auch Einsparungen bei der Hofhaltung und damit, dass selbst „das Hofpersonal aus Geldmangel drastisch gekürzt werden musste.“ So verlor auch Gabriel Luidl seine Stelle. Allerdings hat er „seine Werkstatt in München weiterbetrieben und [erhielt] sogar auch weitere Aufträge des Hofes […], ist doch aus dem Jahr 1727 eine Vereinbarung mit diesem erhalten, nach welcher er nunmehr ‚nach Arbeit‘ bezahlt werden solle. [Auch erschienen] noch für 1732/33 in den Hofkammerrechnungen Arbeiten für das Treppenhaus der Münchner Residenz, welche Gabriel zusammen mit Simon Christoph Volpini ausgeführt hatte.“
Im Januar 1748 beantragte Luidl am kurfürstlichen Hof die Gewährung einer Pension, die jedoch abgelehnt wurde. Vergeblich gab vor, er befinde sich wegen „Kontraktion (= Lähmung) in miserablem Stand, größter Not und Armuth.“ Gabriel Luidl verstarb ledig und kinderlos im Alter von 60 Jahren in Krankheit und Armut.

## Bisher bekanntes Werk

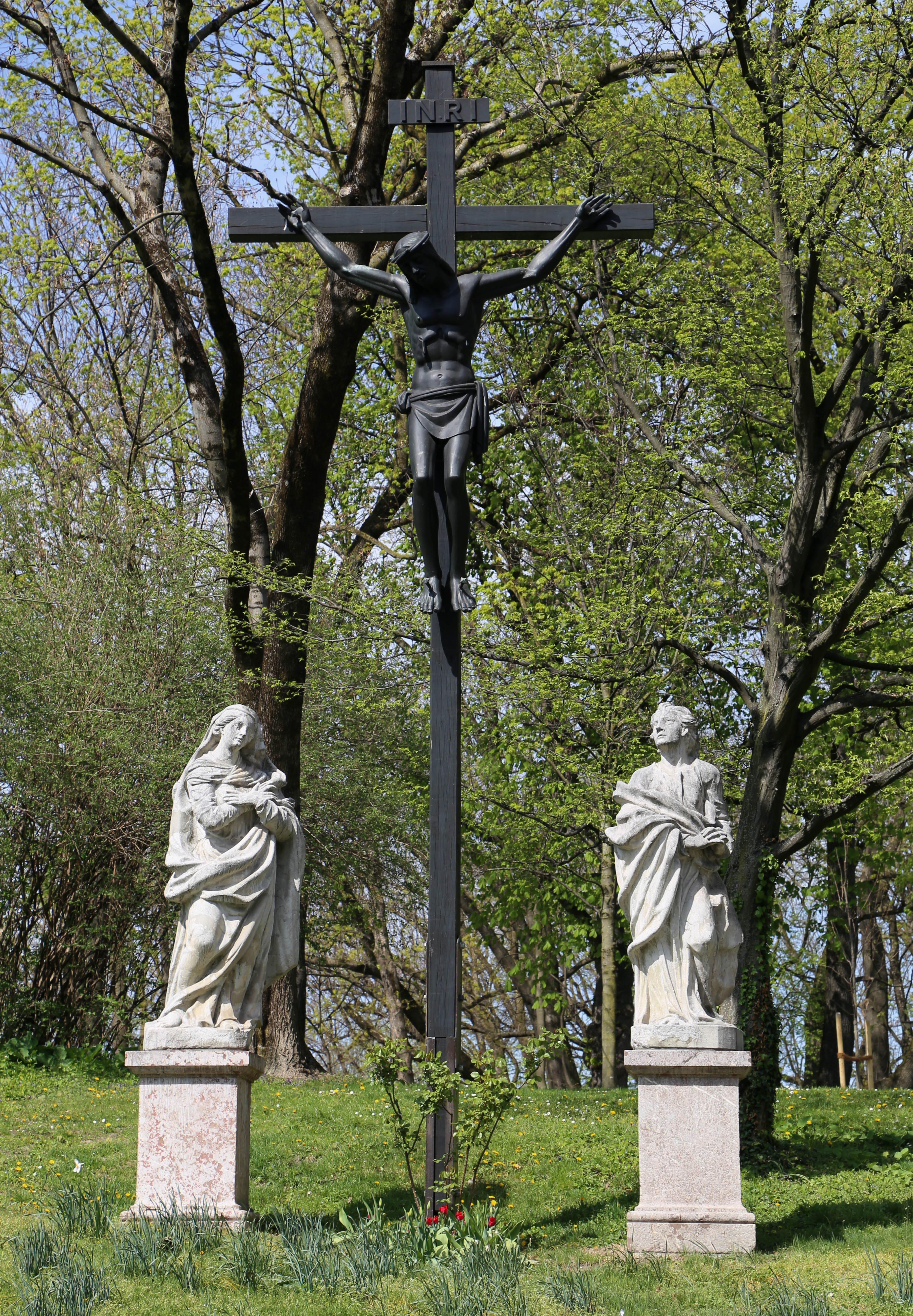
Kreuzigungsgruppe am Gasteig

Das Gesamtwerk von Gabriel Luidl ist bisher weitgehend unerforscht.

„Neben zwei stehenden Engeln in der Münchner Dreifaltigkeitskirche und zwei Holzbüsten aus der Sammlung Röhrer im Bestand des Augsburger Maximilianmuseums hat Gabriel Luidl als bekanntestes Werk 1721 eine Kreuzigungsgruppe am Gasteigberg in München unterhalb der Filialkirche St. Nikolaus geschaffen. Deren Christusfigur, gefertigt aus Bleiguss, ist im Jahr 1944 einem alliierten Luftangriff zum Opfer gefallen und wurde nach dem Krieg durch ein modernes Bronzekruzifix ersetzt, während die beiden Assistenzfiguren Maria und Johannes aus Sandstein noch in situ erhalten sind. Nicht mehr erhalten sind vier Kapitelle aus weißem Tegernseer Marmor von 1732/33, die der Bildhauer zusammen mit Simon Christoph Volpini für das Treppenhaus der Residenz gefertigt hat; die Treppe wurde bereits unter König Ludwig I. Karl August zerstört. Ein Gleiches gilt für Arbeiten im ehemaligen Kaisersaal der Residenz und in Schloß Schleißheim. Neuerdings werden Gabriel Luidl noch die Hochaltarfiguren der heiligen Päpste Sylvester I. und Pius V. in der Filialkirche St. Peter und Paul in Rudelzhofen Gem. Röhrmoos, Lkr. Dachau) zugeschrieben.“